# Bradycnemis velutina
Bradycnemis velutina là một loài bọ cánh cứng trong họ Cerambycidae.